# 汪文斌
汪文斌（1971年4月—），男，安徽桐城人，汉族，中华人民共和国外交官，曾任中华人民共和国外交部新闻司副司长兼发言人，现任中华人民共和国驻柬埔寨王国特命全权大使。

## 履历
汪文斌初中、高中均就读于南京市金陵中学，1989年高中毕业，考入外交学院学习法语。1993年大学毕业后，他进入中华人民共和国外交部新闻司工作。
1994年，任中国驻塞内加尔大使馆职员。1996年，转任中国驻杜阿拉领事馆职员、领事随员。1997年，任外交部西欧司随员、三等秘书。1999年，任外交部政策研究室三秘、副处长、处长。2002年，任外交部办公厅一秘、参赞。2004年，调入国务院办公厅任唐家璇秘书。
2006年，出任中国驻毛里求斯大使馆政务参赞。2010年，回任外交部政策规划司参赞。2013年，升任外交部政策规划司副司长。2017年7月，任外交部政策规划司代司长。2018年5月至2020年，任中华人民共和国驻突尼斯大使。
2020年7月17日，就任中华人民共和国外交部第32任发言人，新闻司第一副司长。级别为正司级。
2024年7月5日，出任中华人民共和国驻柬埔寨大使。

## 家庭
汪文斌已婚，育有一女。